# Carla Bley
Carla Bley (Oakland, California, 11 de mayo de 1936-Willow, Nueva York, 17 de octubre de 2023) fue una compositora, cantante, saxofonista, teclista y arreglista estadounidense.

## Biografía
A los 15 años de edad, abandono a su familia, para hacer arreglos para un cantante folk y tocar en los piano-bares de la Costa oeste. En Nueva York, conoce a Paul Bley y se casa con él (1957), comenzando a componer para él y para otros muchos músicos: Jimmy Giuffre, George Russell, Art Farmer... Carla continúa compaginando la música con otras actividades (teatro, diseño, etc.) hasta 1964, año en que se adhiere a la Jazz Composer's Guild, creada por Bill Dixon.
En 1965, junto con Michael Mantler, forma la Jazz Composer's Orchestra y viaja por Europa, donde conoce a Peter Brötzmann, formando con él, Mantler y Steve Lacy un quinteto, que obtiene gran reconocimiento. Después de separarse de Paul Bley, se casa con Mantler, y emprende (1968-1972) la composición de su obra más relevante, Escalator over the hill, sobre un libreto de Paul Haines, que se graba en colaboración con Charlie Haden y la Liberation Music Orchestra. Después, Keith Jarrett estrenará su obra 3/4 (1974).
Durante el resto de la década de los 70 y los años 80, desarrolló diversos proyectos con la Vienna Art Orchestra, el pianista Larry Willis, el contrabajista Steve Swallow o el bajista Jack Bruce, para quien compone la mini-ópera, Under the Volcano.

## Estilo
Tanto como compositora, como instrumentista, Carla Bley fue evolucionando, a veces con bruscos giros en sus concepciones, desde el free jazz a la fusión de estilos propia de sus últimas obras, pasando por el jazz rock y un cierto tipo de música europea contemporánea, sin perder nunca la evidente influencia de Kurt Weill. En los años 80, liquida sus deudas con el blues y comienza a electrificar su música, prescindiendo de metales e introduciendo sintetizadores y guitarras amplificadas.
Especialmente, es reseñable su papel de dirección de banda, actuando como catalizadora de las ideas colectivas e impulsando a un gran número de jóvenes talentos.

## Discografía

### Como líder
- 1974: Tropic Appetites (WATT)
- 1977: Dinner Music (WATT)
- 1978: European Tour 1977 (WATT)
- 1979: Musique Mecanique (WATT)
- 1981: Social Studies (WATT)
- 1982: Live! (WATT)
- 1983: Mortelle Randonnée (Mercury) – Soundtrack
- 1984: I Hate to Sing (WATT)
- 1984: Heavy Heart (WATT)
- 1985: Night-Glo (WATT) con Steve Swallow
- 1987: Sextet (WATT)
- 1988: Duets (WATT) con Steve Swallow
- 1989: Fleur Carnivore (WATT)
- 1991: The Very Big Carla Bley Band (WATT)
- 1992: Go Together (WATT) con Steve Swallow
- 1993: Big Band Theory (WATT)
- 1994: Songs con Legs (WATT) con Andy Sheppard y Steve Swallow
- 1996: The Carla Bley Big Band Goes to Church (WATT)
- 1998: Fancy Chamber Music (WATT)
- 1999: Are We There Yet? (WATT) con Steve Swallow
- 2000: 4 x 4 (WATT)
- 2003: Looking for America (WATT)
- 2004: The Lost Chords (WATT)
- 2007: The Lost Chords find Paolo Fresu (WATT)
- 2008: Appearing Nightly (WATT)
- 2009: Carla's Christmas Carols (WATT)
- 2013: Trios (ECM) con Andy Sheppard y Steve Swallow
- 2015: Andando el Tiempo (ECM) con Andy Sheppard y Steve Swallow
- 2020: Life Goes On (ECM) con Andy Sheppard y Steve Swallow

### Colaboraciones
Con Gary Burton
- 1967: A Genuine Tong Funeral (RCA)

Con the Jazz Composer's Orchestra
- 1966: Communication (Fontana) Jazz Composer's Orchestra
- 1968: The Jazz Composer's Orchestra (JCOA) (con Michael Mantler)
- 1968-71: Escalator over the Hill (JCOA) (Carla Bley & Paul Haines)
- 1973: Relativity Suite (JCOA) (con Don Cherry)
- 1975: The Gardens of Harlem (JCOA) (con Clifford Thornton)
- 1975: Echoes of Prayer (JCOA) (con Grachan Moncur III)

Con Michael Mantler
- 1966: Jazz Realities (Fontana) (con Steve Lacy)
- 1973: No Answer (WATT) (con Jack Bruce & Don Cherry – escrito por Samuel Beckett)
- 1975: 13 & ¾ (WATT)
- 1976: The Hapless Child (WATT) (escrito por Edward Gorey)
- 1976: Silence (WATT) (escrito por Harold Pinter)
- 1977: Movies (WATT)
- 1980: More Movies (WATT)
- 1982: Something There (WATT)

Con Charlie Haden y la Liberation Music Orchestra
- 1969: Liberation Music Orchestra (Impulse!)
- 1983: The Ballad of the Fallen (ECM)
- 1990: Dream Keeper (Blue Note)
- 2005: Not in Our Name (Verve)
- 2016: Time/Life (Impulse!)

Con Nick Mason
- 1979: Nick Mason's Fictitious Sports (Harvest) (relanzado en 1981)

Con Steve Swallow
- 1986-1987: Carla
- 1992: Swallow
- 2013: Into the Woodwork

### Como acompañante
- 1975: Jack Bruce – The Jack Bruce Band Live '75 (lanzado en 2003)
- 1975: Jack Bruce – Live on the Old Grey Whistle Test (lanzado en 1998)
- 1977: John Greaves – Kew. Rhone.
- 1981: Amarcord Nino Rota (Hannibal) — varios artistas, tributo a Nino Rota (performs "8½")
- 1984: That's the Way I Feel Now (A&M) — varios artistas, tributo a Thelonious Monk ("Misterioso")
- 1985: Lost in the Stars: The Music of Kurt Weill — varios artistas, tributo a Kurt Weill ("Lost in the Stars")
- 1971-85: Gary Windo – His Master's Bones
- 1985: The Golden Palominos – Visions of Excess
- 1991: The Golden Palominos – Drunk with Passion
- 1995: Jazz to the World — varios artistas ("Let It Snow")